# Moonrunners
Moonrunners è un film del 1975, diretto da Gy Waldron, con James Mitchum, Kiel Martin e Arthur Hunnicutt. Da questa pellicola il regista ha preso spunto per realizzare la serie televisiva Hazzard del 1979.

## Trama
Contea di Shiloh, sud degli Stati Uniti. Il Narratore (Balladeer) introduce e commenta le imprese dei cugini Grady e Bobby Lee Hagg che, al chiaro di luna, eludono gli agenti federali trasportando, a bordo delle loro velocissime automobili, il whisky di contrabbando orgogliosamente e clandestinamente distillato dallo zio Jesse. Ma i cugini e lo zio, oltre alle forze dell'ordine, devono fare i conti anche con la malavita organizzata che arriva dalla grande città e che riesce a controllare anche il contrabbando di liquori del loro territorio.

## Produzione

### Riprese
Le riprese sono state effettuate nelle località di Griffin nello stato della Georgia degli Stati Uniti d'America.

## Promozione

### Slogan
Gli slogan utilizzati per la promozione del film all'epoca della sua programmazione nelle sale cinematografiche statunitensi sono stati:
- "Thunder Road" was only a practice run. This is the real thing!
- You take a load of 200 proof corn liquor through a Georgia roadblock at 100 miles an hour and if you ain't a dead man, you're a moonrunner.

## Distribuzione
Il film è stato distribuito nelle sale cinematografiche statunitensi a partire dal 14 maggio 1975. In Italia la pellicola non è mai stata distribuita.

### Edizioni home video
Il film è stato distribuito per il mercato home video su supporto DVD.